# سانت سوزان
سانت سوزان هي مدينة من مدن هايتي. يبلغ عدد سكانها 21,617 نسمة وذلك حسب إحصائيات سنة 2003.

## الأقسام المجتمعية
تتكون البلدية من ستة طبقات مجتمعية، وهي:
- فولون الريفية
- بوا بلان، حضرية وريفية، تحتوي على جزء من مدينة سانت سوزان
- كوتليت، ريف
- سرازين، حضرية وريفية، تحتوي على جزء من مدينة سانت سوزان
- موكا نيوف، ريف
- Fond Bleu، حضري وريفي، يحتوي على Quartier de Dupity